# Pháo tự hành 155 mm Type 99
Pháo tự hành 155 mm Type 99 (99式自走155mm榴弾砲, kyuu-kyuu-shiki-jisou-155mm-ryuudan-hou) là một loại lựu pháo tự hành do tập đoàn Mitsubishi Heavy Industries và Japan Steel Works phát triển, sau đó được trang bị cho Lực lượng Phòng vệ Mặt đất Nhật Bản (JGSDF). Nó là mẫu tiếp theo của pháo tự hành 155 mm Type 75 và được đánh giá là một mẫu pháo tự hành khá thành công.

## Mô tả
Type 99 được tập đoàn Mitsubishi Heavy Industries nghiên cứu và chế tạo từ năm 1985, tập đoàn đã thiết kế lại phần tháp pháo và vũ khí chính. Nó là đời tiếp theo của Type 75.
Type 99 sử dụng khung của xe bọc thép Type 89 (cũng của Mitsubishi), loại thân tăng này dài và có lắp thêm một vài bánh xích dự trữ. Ngăn chứa đạn của nó có thể chứa đến hơn 52 viên đạn lựu pháo so với 39 viên đạn mà Type 75 mang được. Type 99 được trang bị một súng máy 12,7 mm có khiên chắn phía trước làm vũ khí phụ.
Lớp giáp bọc thép của Type 99 có thể chịu được lửa và có khả năng phản ứng nổ.
Type 99 sử dụng động cơ dầu máy có công suất 600 mã lực. Phía trước thân có một thanh chống để hạ pháo xuống nhằm phòng vệ trong trường hợp cần thiết.